# Route nationale 2 (Djibouti)
Pour les articles homonymes, voir Route nationale 2.
La route nationale 2 est une route nationale djiboutienne d'environ 25 kilomètres permettant de relier la ville de Djibouti à Loyada et la frontière Somalienne près de Saylac.
Elle part du sud de la ville de Djibouti pour longer la côte afin d'arriver à Loyada.